# Брещенско неолитно селище
Брещенското неолитно селище (на гръцки: Νεολιθικός οικισμός Αυγής) е неолитно селище край костурското село Брещени (Авги), Гърция, съществувало около 1000 години от 5500 до 4500 г. пр.н.е.
Селището е открито в 2000 година от археологическа експедиция, начело с Георгия Стратули. Заема около 50-60 декара в хълмиста местност на 500 m западно северозападно от площада на Брещени. От селището са разкопани около 2000 m2. Животът в него е започнал около 5500 г. пр.н.е. и е продължил 1000 години. Селището е заобиколено от защитен ров. Жителите му са се занимавали със селско стопанство – предимно с отглеждането на бобови и зърнени култури и животновъдство. При разкропките са открити битови предмети (купи, многоцветни купи, затворени съдове с гърло), селскостопански инвентар (сърповидни остриета, хромели, оси), бижута, печати и семена (пшеница, фий, леща). Също така са открити, пещи, сгради и останките на двуетажна къща, уникална за епохата.